# Julien Razafimanazato
Julien Razafimanazato, né le 7 juillet 1968 à Mandritsara, est un homme d’État malgache, ministre de l’Éducation nationale de 2009 à 2011. Sa fonction est enseignant de l'enseignement supérieur depuis 1997 et ingénieur statisticien.

## Biographie

### Origines et études
Il est originaire de la région Sofia, ex-préfecture d'Antsohihy, région nord-ouest de Madagascar. Julien Razafimanazato est marié et père de trois enfants, fils d’un instituteur. Il a passé sa vie d’enfance et de jeunesse dans plusieurs villages et communes rurales de Madagascar. Il a toujours fréquenté les écoles publiques, dont l’EPP (école primaire publique) de Mazava, EPP Manongarivo de Befandriana Avaratra, EPP Ambalabe d'Antsohihy et EPP d'Ambodiamotana ambanja de district de Mandritsara. 
Il a poursuivi ses études secondaires au CEG (Collège d'enseignement général) de Sahavoay et au lycée Victor Miadana de Mandritsara et a obtenu un diplôme de baccalauréat scientifique, option mathématiques. 
Après avoir effectué le service national au sein de l'armée malgache en 1987 et 1988, il part, ensuite, continuer ses études supérieures à l’université de Fianarantsoa et d’Antananarivo au cours desquelles il décroche ses diplômes d'études supérieures en mathématiques pures.
À l’issue de sa formation universitaire, il a obtenu une dizaine de titres de haut niveau lui permettant d’évoluer dans le monde des élites malgache, entre autres :
- En 1991, Licence en sciences mathématiques à l’université de Fianarantsoa.
- 1993-1994, Double maîtrise de mathématiques : Mathématiques pures et Mathématiques appliquées à l'université d'Antananarivo.
- En 1995, AEA (Attestation d'études approfondies) - mathématiques pures, université d'Antananarivo[2].
- En 1996, Diplôme d'études approfondies (DEA) - Mathématiques pures - Option : Analyse harmonique à l'université d'Antananarivo.
- 2001, Diplôme d'ingénierie mathématique - Option : Statistique à l'université Paris Sud (Paris-XI).
- 2003, DEA de statistique et modèle aléatoire en économie et finances, il inscrit à l'École doctorale à Paris centre, université Paris 1 Panthéon-Sorbonne, université Paris VII Diderot, et (ENSAE) de Malakoff.

## Carrière
Sa carrière professionnelle est basée principalement dans le domaine de l’enseignement. En 1984 Julien Razafimanazato alors à peine 16 ans et jeune élève du Lycée Victor Miadana de Mandritsara a déjà obtenu le certificat d'aptitude à l'enseignement primaire (CAE), diplôme délivré par le ministère de l'éducation nationale, et dédié aux instituteurs de l'enseignement primaire. Après avoir décroché son diplôme de Baccalauréat scientifique, il a effectué à l'âge de 18 ans son service national en qualité d'enseignant de mathématiques au collège d'enseignement général (CEG) de Sahavoay à Mandritsara. Il est successivement devenu professeur de mathématiques au lycée privé Mahefa à Mandritsara en 1991, puis professeur de mathématiques à l'école privée FJKM de Mandritsara pendant un certain moment. Depuis 1994, il a donné des cours de mathématiques et statistique au groupe d'étudiants (1re et 2e année de Gestion de l'université d'Antananarivo). Il a enseigné des mathématiques à l'Institut de Management des Arts et Métiers (IMGAM) depuis 1995. En 1997, Julien Razafimanazato est devenu professeur de mathématiques à l'Institution Faneva Ankadidramamy Antananarivo. En même temps, il a enseigné mathématiques appliquées à l'Institut supérieur de technologie (IST) d'Ampasampito Antananarivo. En 1998, il est devenu conseiller technique non permanent au sein du ministère malgache de la pêche et des ressources halieutiques, puis chef de division chargé de curricula et des programmations de l'enseignement technique et formation professionnelle à Madagascar en fin d'année 1998. En 1999, il est devenu directeur des affaires administratives et financières du centre régional des œuvres universitaires (CROU) d'Antananarivo. En octobre 2000 il a obtenu une bourse d'études pour poursuivre ses études à l'école d'ingénierie mathématiques de l'université Paris Sud (Paris-XI) d'Orsay, France.
En 2001 Julien Razafimanazato, ingénieur de développement, intègre Phaotech, une société de service (SSII) basée en Île-de-France et spécialisée en conseil informatique. Il s'est inscrit à l'école doctorale de Paris centre en 2002, et a obtenu son diplôme de DEA en statistique et modèle aléatoire appliqué en économie et finances. Il a travaillé jusqu'en 2008 en qualité de consultant au groupe Legendre de Paris. En 2009 il est nommé ministre malgache de l'Éducation Nationale. Bref, Julien Razafimanazato fait partie des hommes politiques malgaches qui a eu l'occasion de passer beaucoup de temps dans des endroits différents à Madagascar comme à l'extérieur. Il passait dans des endroits les plus enclavés, puis dans les hauts-plateaux et enfin à l’extérieur du pays. Julien Razafimanazato qui a vécu et gravi tous les échelons au sein de l'administration malgache a réalisé une expérience remarquable notamment au niveau de la politique éducative de Madagascar.
En 2022, il fut professeur remplaçant de mathématiques au prestigieux collège Guillaume Budé de Yerres afin d'enseigner aux excellents élèves de cet institut.
En 2023, il intègre le lycée général et technologique Maurice Eliot d'Épinay-sous-Sénart en tant que professeur de mathématiques.

## Carrière politique

### Ministre
Depuis la crise politique de 2002 à Madagascar, une partie de la diaspora malgache a créé l’association pour l’intérêt et la défense de l’unité nationale de Madagascar (ASSIDU Madagascar). À la tête de cette association qui anime périodiquement des débats socio-politiques et économiques de la grande île, Julien Razafimanazato a pu mobiliser l'opinion pour la démocratie, l’État de droit, le retour des exilés, et la réconciliation nationale à Madagascar. Il revient au pays et a participé au premier gouvernement de Monja Roindefo sous la présidence de la Haute autorité de la Transition (HAT) de Andry Rajoelina. Il occupe le ministère de l’éducation nationale depuis le 19 mars 2009. Il a en même temps assuré l'intérim du ministère de la culture, de la jeunesse et des Sports jusqu'au mois de septembre de la même année. Il initie des réformes structurelles de l'éducation nationale. Entre autres : l'informatisation de gestion des corrections des examens officiels, la mise en place du conseil national de l’éducation (CNE) regroupant tous les anciens ministres chargé de l'éducation à Madagascar et les représentants de la société civile œuvrant dans le secteur éducatif. En 2010, avec la participation de l'Unité de Conception et d'Édition des Manuels Scolaires (UCEMS) le ministère de l’éducation nationale a pu distribuer des manuels scolaires (Mathématiques, Malgache, Français et Physique Chimie) aux élèves en classe d'examen 7e, 3e et Terminale. Le ministre Julien Razafimanazato, lui-même, fait partie des auteurs de mathématiques. En 2010, il est au nom du gouvernement malgache d'un côté et Alain Madelin, ancien ministre français et président du programme Sankoré représentant le gouvernement français ont signé un accord de coopération sur le programme de l’éducation numérique pour Tous.
En sa qualité de ministre de l'éducation nationale, Julien Razafimanazato assure la présidence de la commission nationale de l'Unesco. Dans le cadre de la 35e session de la conférence générale de l'Unesco à Paris, Julien Razafimanazato a été invité par cette institution spécialisée des Nations unies et dirigé une forte délégation malgache du 6 au 23 octobre 2009. À cette occasion, il a pris la parole au nom de la République de Madagascar. Le 21 avril 2011, Julien Razafimanazato a quitté le gouvernement.

### Parti politique
Ce 21 décembre 2012, Pierre Tsiranana membre du conseil supérieur de la transition (CST), ancien ministre, fils du Philibert Tsiranana premier président de la République malgache et Julien Razafimanazato ont créé le parti politique "Eto Sehatry ny Daholobe" (ESD), ou littéralement « Ici, tout le monde trouve sa place », en français, Espace de Solidarité pour le Développement. Lors de ce premier congrès Julien Razafimanazato est élu président par les délégués nationaux du parti. ESD est un mouvement progressiste respectant les valeurs de la république et celles de "Fihavanana". "Notre solidarité, c'est notre force" est la devise du parti ESD qui se dit proche de la social-démocratie. Il est le candidat du parti ESD lors des élections présidentielles de 2013.

### Élection présidentielle malgache de 2013
Julien Razafimanazato est aussi dans la liste des 33 candidatures à l'élection présidentielle malgache de 2013 et il porte le numéro 37 dans le bulletin unique. Il est en tournée dans quelques régions, dont la Sofia (Bealanana, Mandritsara, Antsohihy), le Boeny et la région Analanjirofo.